# Susana Somolinos
Susana Somolinos (* 22. August 1977) ist eine spanische Judoka.
Bei den Europameisterschaften 2000 wurde sie Siebente. 2001 bei den Mittelmeerspielen wurde sie Dritte und bei den Europameisterschaften Fünfte. Bei den Europameisterschaften 2003 wurde Somolinos Fünfte.